# Streptocephalus neumanni
Streptocephalus neumanni är en kräftdjursart som beskrevs av Thiele 1904. Streptocephalus neumanni ingår i släktet Streptocephalus och familjen Streptocephalidae. Inga underarter finns listade i Catalogue of Life.